# فرخنده شانه‌لاجوردی
فرخنده شانه‌لاجوردی (نام علمی: Thraupis cyanoptera) گونه‌ای از پرندگان تیرهٔ فرخندگان (Thraupidae) است. در سال ۱۸۱۷ توسط جانورشناس فرانسوی Louis Pierre Vieillot توصیف شد و تنها در جنگل‌های اقیانوس اطلس در جنوب شرقی برزیل، از جنوب شرقی باهیا، شرق میناس گرایس و اسپریتو سانتو از جنوب تا شمال ریوگرانده دو سول یافت می‌شود. در جنگل‌های نمناک کوهستانی، جنگل‌های باز، رشد ثانویه، و لبه‌های جنگل زندگی می‌کند و می‌توان آن را در ارتفاعات تا ۱٬۶۰۰ متر (۵٬۲۰۰ فوت) یافت، اما معمولاً زیر ۱٬۲۰۰ متر (۳٬۹۰۰ فوت) باقی می‌ماند.